# Conus calhetae
Conus calhetae is een in zee levende slakkensoort uit de familie van de kegelslakken (Conidae). De wetenschappelijke naam van de soort werd in 1990 als Conus navarroi calhetae gepubliceerd door Emilio Rolán. Net zoals alle soorten binnen het geslacht Conus zijn deze slakken roofzuchtig en giftig. Ze zijn in staat om mensen te steken en moeten daarom zorgvuldig worden behandeld.